# Dave Chisnall
David (Dave) Chisnall (St. Helens, 12 september 1980) is een Engels darter in de toernooien van de Professional Darts Corporation. 
Zijn bijnaam is Chizzy.

## Carrière
In het seizoen 2009-2010 speelde Chisnall nog bij de BDO. Op het World Professional Darts Championship 2010 (het BDO-wereldkampioenschap) won hij achtereenvolgens van Darryl Fitton, Tony West, Ted Hankey en Tony O'Shea. Hiermee bereikte hij de finale waarin hij met 7–5 verloor van Martin Adams. Toen Chisnall in december 2011 meedeed aan de PDC World Darts Championship 2012 (het PDC-wereldkampioenschap) versloeg hij in de tweede ronde verrassend Phil Taylor, de nummer één geplaatste speler, met 4–1. Lang kon hij niet van zijn succes genieten want een ronde later werd hij door Andy Hamilton met 4–0 uitgeschakeld. Op 13 oktober 2013 stond hij in de finale van de World Grand Prix tegen Phil Taylor, die hij verloor met 6-0 (in sets).
Tijdens de PDC World Darts Championship 2014 werd hij in de eerste ronde al uitgeschakeld door de Schot John Henderson. Desalniettemin behoort Chisnall wel tot een van de 10 deelnemers van de Premier League Darts 2014. Hij ontving hiervoor een wildcard. Bij het PDC World Darts Championship 2015 was hij als 8e geplaatst, maar verloor in de tweede ronde van debutant Benito van de Pas.
In 2015 was hij op dreef tijdens de Premier League Darts 2015. Hij kwam tot de beste vier, gooide fantastische wedstrijden in de competitie, maar verloor met 10-9 van wereldkampioen Gary Anderson in de halve finale, nadat hij zelf 3 pijlen voor de wedstrijd miste.
Op 8 november 2015 gooide Chizzy zijn eerste 9 darter op een tv toernooi. Dit gebeurde op de Grand Slam of Darts 2015.
In 2019 won Chisnall voor de tweede keer een Euro Tour-toernooi door in de finale van de Danish Darts Open te winnen van Chris Dobey. In 2022 pakte Chisnall zijn derde titel op de Euro Tour: in de finale van het  Belgian Darts Open versloeg hij Andrew Gilding met 8-6. In de halve finale van dat toernooi gooide hij een negendarter tegen Danny Noppert. In februari 2023 voegde de Engelsman de inaugurele editie van het Baltic Sea Darts Open toe aan zijn palmares door met 8-5 langs Luke Humphries te gaan in de finale. In april 2023 trof de Engelsman opnieuw Luke Humphries in de finale van het Dutch Darts Championship, waarbij de uitslag hetzelfde was. In juni 2024 schreef de darter het European Darts Open op zijn naam door Ross Smith te passeren in de finale. Later dat jaar, in september, won Chisnall de Flanders Darts Trophy, waarvoor hij Ricardo Pietreczko versloeg in de finale.

## Gespeelde finales hoofdtoernooien

### BDO
| Resultaat | Nr. | Jaar | Kampioenschap                | Tegenstander | Score | Variant |
| --------- | --- | ---- | ---------------------------- | ------------ | ----- | ------- |
| Runner-up | 1.  | 2010 | BDO World Darts Championship | Martin Adams | 5 – 7 | Sets    |

### PDC
| Resultaat | Nr. | Jaar | Kampioenschap               | Tegenstander       | Score   | Variant |
| --------- | --- | ---- | --------------------------- | ------------------ | ------- | ------- |
| Runner-up | 1.  | 2013 | World Grand Prix            | Phil Taylor        | 0 – 6   | Sets    |
| Runner-up | 2.  | 2014 | Grand Slam of Darts         | Phil Taylor        | 13 – 16 | Legs    |
| Runner-up | 3.  | 2016 | The Masters                 | Michael van Gerwen | 6 – 11  | Legs    |
| Runner-up | 4.  | 2016 | Players Championship Finals | Michael van Gerwen | 3 – 11  | Legs    |
| Runner-up | 5.  | 2019 | World Grand Prix            | Michael van Gerwen | 2 – 5   | Sets    |
| Runner-up | 6.  | 2022 | The Masters                 | Joe Cullen         | 9 – 11  | Legs    |

- Wedstrijden worden beslist bij gewonnen legs of sets

## Nine-dart finishes
| Datum           | Tegenstander | Toernooi            | Methode                         | Prijs   |
| --------------- | ------------ | ------------------- | ------------------------------- | ------- |
| 9 november 2015 | Peter Wright | Grand Slam of Darts | 3 x T20; 3 x T20; T20, T19, D12 | £30,000 |

## Resultaten op Wereldkampioenschappen

### BDO
- 2009: Laatste 32 (verloren van Martin Adams met 2-3)
- 2010: Runner-up (verloren van Martin Adams met 5-7)
- 2011: Laatste 16 (verloren van Gary Robson met 1-4)

### PDC
- 2012: Laatste 16 (verloren van Andy Hamilton met 0-4)
- 2013: Laatste 16 (verloren van Simon Whitlock met 3-4)
- 2014: Laatste 64 (verloren van John Henderson met 2-3)
- 2015: Laatste 32 (verloren van Benito van de Pas met 2-4)
- 2016: Laatste 16 (verloren van  Peter Wright met 3-4)
- 2017: Kwartfinale (verloren van Gary Anderson met 3-5)
- 2018: Laatste 64 (verloren van Vincent van der Voort met 0-3)
- 2019: Kwartfinale (verloren van Gary Anderson met 2-5)
- 2020: Laatste 32 (verloren van Jeffrey de Zwaan met 3-4)
- 2021: Halve finale (verloren van Gary Anderson met 3-6)
- 2022: Laatste 32 (reglementair verloren van Luke Humphries nadat hij positief werd getest op het coronavirus)[7]
- 2023: Laatste 32 (verloren van Stephen Bunting met 2-4)
- 2024: Kwartfinale (verloren van Luke Humphries met 1-5)
- 2025: Laatste 64 (verloren van Ricky Evans met 2-3)

## Resultaten op de World Matchplay
- 2011: Laatste 32 (verloren van Mark Walsh met 3-10)
- 2012: Laatste 32 (verloren van Ronnie Baxter met 7-10)
- 2013: Kwartfinale (verloren van Michael van Gerwen met 11-16)
- 2014: Kwartfinale (verloren van Michael van Gerwen met 12-16)
- 2015: Kwartfinale (verloren van Phil Taylor met 8-16)
- 2016: Kwartfinale (verloren van Michael van Gerwen met 9-16)
- 2017: Laatste 16 (verloren van Alan Norris met 12-14)
- 2018: Kwartfinale (verloren van Jeffrey de Zwaan met 8-16)
- 2019: Laatste 32 (verloren van Max Hopp met 9-11)
- 2020: Laatste 32 (verloren van Vincent van der Voort met 6-10)
- 2021: Laatste 16 (verloren van Dimitri Van den Bergh met 8-11)
- 2022: Laatste 16 (verloren van Gerwyn Price met 8-11)
- 2023: Laatste 32 (verloren van Gary Anderson met 6-10)
- 2024: Laatste 32 (verloren van Krzysztof Ratajski met 2-10)
- 2025: Laatste 32 (verloren van Mike de Decker met 7-10)